# ロイツマ
ロイツマ（Loituma）はフィンランドの伝統声楽とカンテレ（フィンランドのツィター）を組み合わせたカルテットである。1997年にカウスティネン伝統音楽祭にてバンド・オヴ・ザ・イヤーに選ばれた。

## 沿革
ロイツマの最初の前身は1989年秋にシベリウス音楽院民俗音楽部で結成されたヤユッカ・レイパ （Jäykkä Leipä「堅いパン」）という7人組である。初期メンバーのうちサンナ・クルキ=スオニオ（Sanna Kurki-Suonio）とテッル・パウラスト（Tellu Paulasto）は後にスウェーデンへ渡ってヘドニンガルナのメンバーとなった。
長年に渡りロイツマは独自の音楽の路をたどり様々な音楽の影響を活用し、様々な音楽の起源へ没頭してきた。フィンランドの民族音楽の基礎の一つはその歌唱技法で、物語と感情をよく伝える。ロイツマの歌はマルッティ・ポケラ（Martti Pokela）とトイヴォ・アラスパー（Toivo Alaspää）の伴奏と共にフィンランドの遺産を伝える。もう一つのロイツマの技法の基礎がカンテレの様々な演奏法である。
彼らはよく自分たちの即興で作曲や編曲を行う。歌詞にはさまざまな起源があり、主にカレワラとカンテレタルを元としている。

## メンバー
- サリ・カウラネン（Sari Kauranen） - カンテレ、ヴォーカル
- アニタ・レフトラ=トッリン（Anita Lehtola-Tollin） - ヴォーカル、5弦カンテレ
- ティモ・ヴァーナネン（Timo Väänänen） - カンテレ、ヴォーカル
- ハンニ=マリ・アウテレ（Hanni-Mari Autere） - ヴォーカル、フィドル、5弦カンテレ、アルトリコーダー、ダブルベース、ドラム

## ディスコグラフィー
- Loituma（フィンランドにて1995年発売） / Things of Beauty（アメリカにて1998年発売）
- Kuutamolla（フィンランドにて1998年発売） / In the Moonlight（アメリカにて1999年発売）